# Thiopental
Le thiopental est un barbiturique d'action brève utilisé pour induire l'anesthésie avant l'injection d'autres produits anesthésiques en France et dans beaucoup de pays aux systèmes de santé modernisés, même s'il est peu à peu remplacé par le propofol ou le midazolam,.
Il déprime le système nerveux central (mise en veille du cerveau), entraîne une hypotonie musculaire (ralentissement des mouvements) et provoque une dépression respiratoire (ralentissement des mouvements respiratoires).
Sa forme soluble injectable est le thiopental sodique, qui est commercialisé sous les noms de Nesdonal ou Pentothal,.

## Usages
Le thiopental était utilisé comme un anesthésiant mais a été remplacé au cours du temps par le propofol, qui présente un potentiel sédatif comparable, avec moins d'effets secondaires,, et une utilisation réputée plus facile. Pour administration à des patients en état de choc, l'étomidate est préférée.
En outre, le thiopental sodique faisait également partie des trois produits destinés aux condamnés à mort par injection létale aux États-Unis dans plus de trente-trois États,. Aux Pays-Bas et en Belgique, il est utilisé pour induire l'euthanasie.
En psychiatrie, le thiopental sodique a été utilisé dans le cadre de la narcosynthèse ou narcoanalyse, une hypnose chimique. Il permet aux patients souffrant de phobies de se remémorer des traumatismes enfouis. Il s'utilise également en dernier recours en cas d'état de mal épileptique,.

## Pharmacologie et pharmacocinétique
Le produit partage le profil pharmacologique du pentobarbital, dont il est un dérivé. Le remplacement d'un atome d'oxygène par un atome de soufre augmente le caractère lipophile du produit, et lui donne un délai d'action encore plus court,. Le thiopental possède donc un délai d'action très rapide, même comparé aux autres produits anesthésiants.
Son canal d'action primaire est la modulation positive ainsi que l'activation directe des récepteurs au GABA de type A,. Ces récepteurs, lorsqu'ils sont activés, ont un effet inhibiteur sur la transmission nerveuse en empêchant la dépolarisation membranaire.
Le barbiturique agit également sur d'autres canaux de manière mineure : on note une action inhibitrice de la recapture de l'adénosine, ainsi qu'un antagonisme des récepteurs AMPA et une inhibition de la sécrétion de glutamate,.

## Chimie
La molécule de thiopental possède deux atomes de carbone asymétriques qui en font une molécule chirale, elle ne présente pas par ailleurs de plan de symétrie, elle existe donc sous forme de deux paires d'énantiomères, diastéréoisomères entre elles, notées RR, SS et RS, SR.
Le nom chimique du sel sodique est (R,S)-5-éthyl-5-(1-méthylbutyl)-2-thiobarbiturate sodique. Sa formule est NaSC11H17O2N2.

## Historique
Le thiopental sodique a été découvert au début des années 1930 par Ernest H. Volwiler et Donalee L. Tabern, qui travaillaient pour des laboratoires Abbott.
Sa première utilisation sur l'homme date du 8 mars 1934 dans le cadre de recherches sur ses propriétés par le Dr Ralph M. Waters.
Trois mois plus tard, le Dr John S. Lundy commençait une étude clinique sur le thiopental à la Mayo Clinic sur la demande des laboratoires Abbott.
Il fut le produit le plus utilisé en anesthésie durant plusieurs décennies,.
Le penthotal a servi comme méthode d'interrogatoires en complément de la torture lors de la guerre d'Algérie. Henri Alleg décrit ses effets dans son livre réquisitoire la Question. Il fut également utilisé pendant la « guerre sale » en Argentine afin de droguer les opposants du régime fasciste avant leurs « vols de la mort ».

## Dans la culture
- Le thiopental sodique est mentionné dans le dlc Tombeau sous-marin - 2e partie du jeu BioShock Infinite. Il est utilisé comme agent somnifère appliqué sur des carreaux d'arbalète.
- Dans la série 24 heures chrono, on utilise souvent le Penthotal pour interroger les individus.
- Il est également mentionné dans la série American Horror Story (saison 2 épisode 9)
- L'usage du Pentothal est extrêmement fréquent dans la série de bande dessinée italienne "Diabolik", où il est utilisé par les deux protagonistes comme sérum de vérité.
- Stupeflip le cite dans son album The Hypnoflip Invasion, morceau Check Da Crou : " Le truc brutal, torture mentale, penthotal, la totale"
- Dans le roman La Nuit des temps de René Barjavel, le penthanol est évoqué à plusieurs reprises comme solution pour soutirer des informations en cas de refus de coopération.
- Dans le film Halloween (2018) de David Gordon Green, le thiopental sodique est cité par le Dr Samuel Loomis comme moyen potentiel pour venir à bout du tueur en série Michael Myers.
- Dans la série Dexter, saison 3 épisode 7, Dexter Morgan utilise cette molécule pour aider son amie mourante à ne plus souffrir. La solution liquide est administrée dans une tarte.
- Le pentothal donne son titre à un roman d'Eric Neuhoff paru en 2025, dans lequel l'auteur raconte sa longue convalescence à la suite d'un accident de voiture en 1978.
- Dans l'épisode 9 de la première saison de la série Iron Fist, les protagonistes utilisent le Penthotal de sodium comme sérum de vérité.
- Ursula Black utilise "une seringue de thiopental. Au cas où." dans Zodiaque (La technique du Scorpion) de Éric Corbeyran. Heureusement qu'elle a prévu cette sortie de secours, qui la sauve d'Arielle Drumont.